# James Belushi

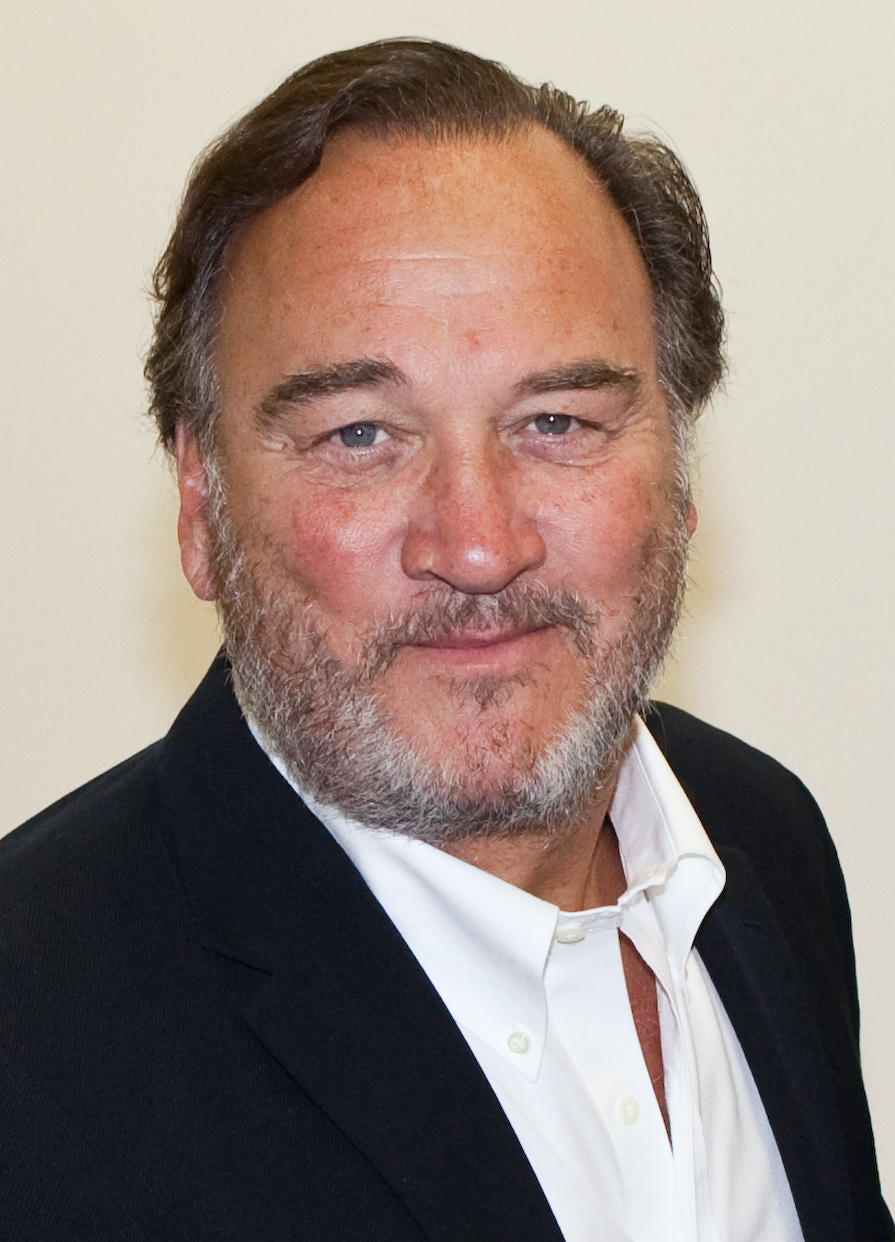
James Belushi (2015)

James Adam „Jim“ Belushi (* 15. Juni 1954 in Chicago, Illinois) ist ein albanisch-US-amerikanischer Schauspieler. Er ist der Bruder von John Belushi.

## Leben
Belushi wurde in Chicago als Sohn albanischer Einwanderer, Adam Belushi und Agnes Belushi (geb. Samara), geboren. Er wuchs in Wheaton im US-Bundesstaat Illinois auf. Lange Zeit stand er im Schatten seines älteren Bruders John, der 1982 auf dem Höhepunkt seines Erfolges an einer Überdosis Drogen starb.
An der Highschool erkannte ein Lehrer Jim Belushis Talent und überredete ihn, bei einer Schulaufführung mitzuspielen. Kurz darauf trat er der Theatergruppe seiner Schule bei. Er besuchte das Wheaton College und die Southern Illinois University Carbondale, die er mit einem Abschluss in Rhetorik und Schauspielkunst abschloss.
Im Jahr 1977 trat Jim der Chicago's Second City Improve Troupe bei. Zwei Jahre später sah ihn Garry Marshall in einer Second City-Aufführung und wollte ihn als seinen Co-Star für den Fernsehpilotfilm Who's Watching the Kid (1978) bei Paramount Pictures und für die Serie „Working Stiffs“ (1979) nach Hollywood bringen. Belushi trat von 1983 bis 1985 in der Comedy-Show Saturday Night Live auf, in der sein Bruder berühmt geworden war.
Der Durchbruch gelang ihm 1986 mit dem Film About Last Night. Erfolge hatte er danach mit Filmen wie Red Heat, Mein Partner mit der kalten Schnauze, Jumpin’ Jack Flash, Homer und Eddie, Mr. Destiny, Abraxas sowie mit einem Gastauftritt als er selbst in Wag the Dog. Von 2001 bis 2009 spielte Belushi die Titelrolle in der Serie Immer wieder Jim an der Seite von Courtney Thorne-Smith. In den zwei folgenden Jahren spielte er neben Jerry O’Connell eine der Hauptrollen in der Serie The Defenders, die aber bereits nach einer Staffel vom Sender CBS 2011 wieder abgesetzt wurde.

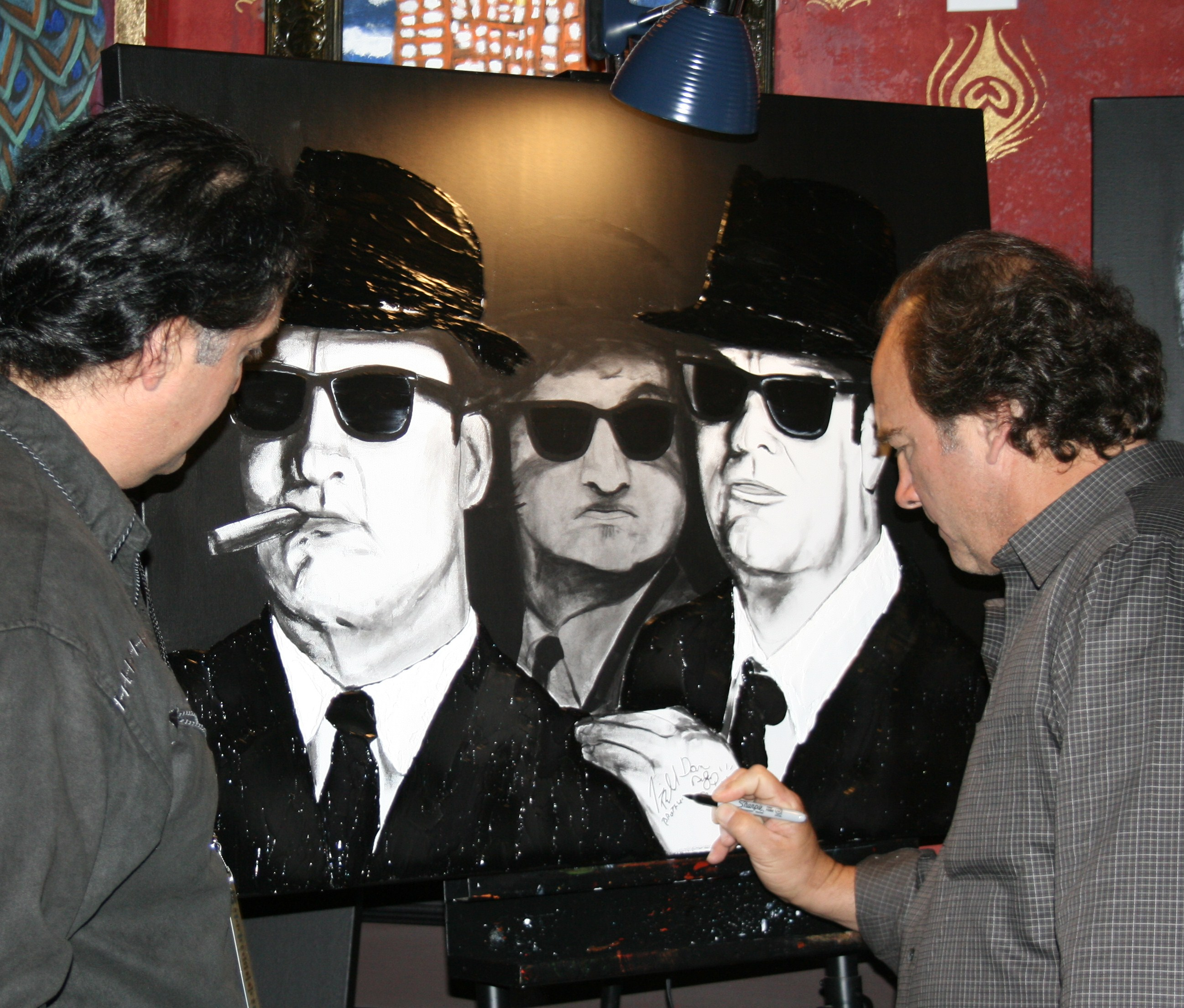
James Belushi im House of Blues in Houston (2008)

In der Band The Blues Brothers spielte er an der Seite von Dan Aykroyd und John Belushi mit als Jakes Blutsbruder Brother Zee Blues und trat auch nach Johns Tod vereinzelt mit Aykroyd auf. Außerdem hat er eine eigene Band, The Sacred Hearts, und spielt Theater. So trat er in dem Stück Conversations with My Father von Herb Gardner auf.
Im Jahr 2005 erschien in Amerika sein Buch Real Men Don't Apologize, das zu einem nationalen Bestseller wurde. Am 11. November 2008 wurde Belushi der Orden Nderi i kombit („Ehre der Nation“) von Albanien überreicht. Im Jahr 2009 erhielt Belushi in Tirana die albanische Staatsbürgerschaft. Schon 1997 war Belushis albanische Herkunft im satirischen Film Wag the Dog öffentlich erwähnt worden.
Belushis Standardsynchronstimme ist seit den späteren 2000er-Jahren Joachim Tennstedt. Zuvor liehen ihm u. a. Ulrich Gressieker (Der kleine Horrorladen, Red Heat) und Arne Elsholtz (Last Action Hero, Unsere feindlichen Nachbarn) ihre Stimmen.

## Privates
Belushi war dreimal verheiratet und hat drei Kinder. Am 17. Mai 1980 heiratete er Sandra Davenport, mit der er einen gemeinsamen Sohn hat. Kurze Zeit später ließen sich beide scheiden. Danach war er von 1990 bis 1992 mit Marjorie Bransfield verheiratet. Am 2. Mai 1998 heiratete er Jennifer Sloan, mit der er zwei Kinder hat. Das Paar ließ sich im August 2021 nach 23 Jahren Ehe scheiden. Belushis ältester Sohn Robert Belushi ist ebenfalls Schauspieler. Im Jahre 2011 machte er seine Gichterkrankung öffentlich.

## Filmografie

### Filme
- 1976: Mutant Video/The Cleansing
- 1978: Teufelskreis Alpha (The Fury)
- 1981: Der Einzelgänger (Thief)
- 1983: Die Glücksritter (Trading Places)
- 1985: Der Verrückte mit dem Geigenkasten (The Man with One Red Shoe)
- 1986: Salvador
- 1986: Nochmal so wie letzte Nacht (About Last Night…)
- 1986: Jumpin’ Jack Flash
- 1986: Der kleine Horrorladen (Little Shop of Horrors)
- 1987: Der Prinzipal – Einer gegen alle
- 1987: Wahre Männer (Real Men)
- 1988: Red Heat
- 1988: Abraxas – Retter des Universums (Abraxas)
- 1989: Wer ist Harry Crumb? (Who's Harry Crumb?)
- 1989: Mein Partner mit der kalten Schnauze (K-9)
- 1989: Homer und Eddie
- 1990: Ärger mit Eduard (Masters of Menace)
- 1990: Palermo vergessen (Dimenticare Palermo)
- 1990: Filofax – Ich bin du und du bist nichts (Taking Care of Business)
- 1990: Mr. Destiny – Voll daneben
- 1991: Mama, ich und wir zwei (Only the Lonely)
- 1991: Curly Sue – Ein Lockenkopf sorgt für Wirbel
- 1991: Keiner kommt hier lebend raus (Diary of a Hitman)
- 1991: Abraxas – Retter des Universums (Abraxas, Guardian of the Universe)
- 1992: Es war einmal ein Mord – 7 Gauner und ein Dackel (Once Upon a Crime …)
- 1992: Spuren von Rot (Traces of Red)
- 1993: Last Action Hero (Gastauftritt)
- 1994: Royce (TV-Film)
- 1994: Tödliches Klassentreffen (Parallel Lives) (TV-Film)
- 1995: Destiny – Hoher Einsatz in Las Vegas (Destiny Turns on the Radio)
- 1995: Unsere feindlichen Nachbarn (Canadian Bacon)
- 1995: Sahara – Wüste des Todes (Film)
- 1995: Hubi, der Pinguin (The Pebble and the Penguin) (Synchronisation)
- 1995: Separate Lives – Tödliches Doppelleben
- 1996: Gold in the Streets
- 1996: Race the Sun – Im Wettlauf mit der Zeit
- 1996: Versprochen ist versprochen (Jingle All the Way)
- 1997: Retroactive – Gefangene der Zeit
- 1997: Mörderisches Spiel/L.A. Psycho/Dangerous Move (Living in Peril)
- 1997: Gangland – Cops unter Beschuß (Gang Related)
- 1997: Skip und die Farm der sprechenden Tiere (Dog’s Best Friend)
- 1997: Wag the Dog – Wenn der Schwanz mit dem Hund wedelt (Wag the Dog)
- 1999: Ein hoffnungsvoller Nachwuchskiller (Angel’s Dance)
- 1999: The Florentine
- 1999: Made Men – Die Abrechnung
- 1999: Mein Partner mit der kalten Schnauze 2 (K-911)
- 2000: Zurück zu Dir (Return to Me)
- 2001: Joe Jedermann (Joe Somebody)
- 2002: One Way Out – Jedes Spiel hat seinen Preis
- 2002: Mein Partner mit der kalten Schnauze 3 (K-9: P.I.)
- 2003: Easy Six
- 2004: Behind the Smile
- 2006: Tierisch wild (The Wild, Stimme)
- 2007: Underdog – Unbesiegt weil er fliegt (Underdog)
- 2010: Der Ghostwriter (The Ghost Writer)
- 2011: Loverboys – Desperate Wives (Cougars, Inc.)
- 2011: Happy New Year (New Year’s Eve)
- 2012: The Secret Lives of Dorks
- 2012: Thunderstruck
- 2014: Legends of Oz: Dorothy’s Return
- 2015: Home Sweet Hell
- 2016: The Whole Truth – Lügenspiel (The Whole Truth)
- 2016: The Hollow Point
- 2016: Undrafted
- 2016: Katie Says Goodbye
- 2017: A Change of Heart
- 2017: Hey Arnold! Der Dschungelfilm (Hey Arnold! The Jungle Movie, als Synchronsprecher)
- 2017: Wonder Wheel
- 2022: Gigi & Nate
- 2025: The Chronology of Water

### Fernsehserien
- 1978: Who’s Watching the Kids
- 1979: Working Stiffs
- 1982: Laverne & Shirley
- 1983–1985: Saturday Night Live

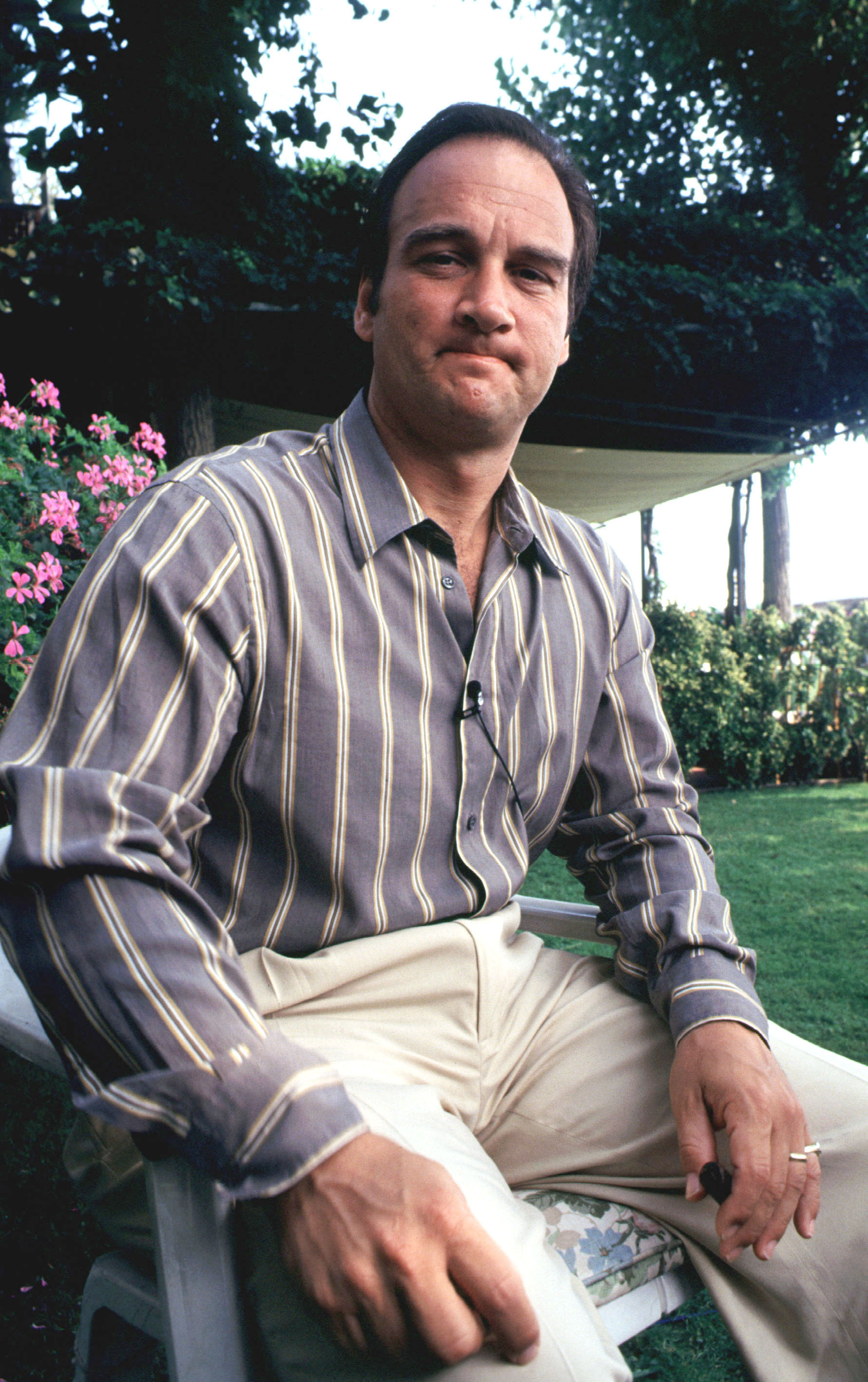
James Belushi (1982)

- 1984: Große Märchen mit großen Stars (Shelley Duvall's Faerie Tale Theatre)
- 1993: Wild Palms
- 1993: The Building
- 1996: Mighty Ducks – Das Powerteam (als Synchronsprecher)
- 1997: It’s Good to Be King
- 1997: Die Schnüffler von Beverly Hills (Total Security)
- 2001: Emergency Room – Die Notaufnahme (ER, Folge 7x10 Piece of Mind)
- 2001–2009: Immer wieder Jim (According to Jim)
- 2003: I’m with Her
- 2003: Alle lieben Raymond (Gastauftritt in Folge 152 Staffel 7) (Viva Las Vegas!)
- 2004: Office Girl (Less Than Perfect)
- 2005: George Lopez
- 2010–2011: The Defenders
- 2012: Doc McStuffins, Spielzeugärztin (6 Folgen als Stimme von Bronko)
- 2015: Building Belushi (Fernsehserie, 6 Folgen)
- 2015: Show Me a Hero (Miniserie, 6 Folgen)
- 2015–2016: Good Girls Revolt
- 2017: Twin Peaks (Fernsehserie, 6 Folgen)

## Diskografie
- 1998: 36-22-36
- 2003: Have Love Will Travel
- 2005: According to Jim O.S.T.

## Auszeichnungen
- 1984: Nominiert Emmy: Bestes Drehbuch für eine Varieté-, Musik- oder Comedysendung für Saturday Night Live
- 1998: Málaga International Week of Fantastic Cinema: Bester Schauspieler für Retroactive – Gefangene der Zeit